# Литвин Дмитро Андрійович
Дмитро́ Андрі́йович Литви́н (нар. 21 листопада 1996, Миронівка, Київська область, Україна) — український футболіст, захисник малазійського клубу «Куала-Лумпур Сіті».

## Життєпис
Вихованець київських «Динамо» та «Арсенала». В Чемпіонат України U-19 відіграв 29 ігор, у яких двічі відзначився взяттям воріт, за харківський «Металіст».
22 липня 2015 року уклав угоду з португальською командою «Авеш», яка виступала у Сегунда-Лізі — другому дивізіоні чемпіонату Португалії.
Улітку 2016 року разом із Сергієм Сизим став гравцем португальського клубу «Фафе» з однойменного міста. Став першим українцем, який забивав у чемпіонатах Португалії за 16 років. Сталося це 21 грудня 2016 року в матчі Сегунда-Ліги «Варзім» — «Фафе» (2:1). Литвин на 6-й хвилині матчу вивів свою команду вперед.
За підсумками сезону 2016/2017 «Фафе» понизилася в класі, і Литвин продовжив кар'єру в «Реалі» (Келуш), який був дебютантом другого за силою дивізіону чемпіонату Португалії.
12 січня 2018 року підписав 3-х річний контракт з «Зорею» із Луганська. Дебютував в УПЛ 15 квітня 2018 в матчі проти «Ворскли» (0:3). У «Зорі» футболіст не зміг закріпитися в основному складі, зігравши за два роки тільки 13 матчів у вищій лізі.
На початку 2020 року перейшов у донецький «Олімпік» і до кінця сезону провів 5 поєдинків у Прем'єр-лізі, після чого у серпні покинув команду у статусі вільного агента.
У 2021 році грав за російські клуби «Акрон» та «СКА-Хабаровськ».

## Титули і досягнення
- Чемпіон Фарерських островів:

«Клаксвік»: 2022